# ドナ・シンプソン
ドナ・シンプソン（Donna Simpson、1967年 - ）は、2008年に世界で最も体重が重い女性になると表明し、スザンヌ・エマンと競い合った女性である。目標体重は800ポンド（360kg）。2010年6月現在、シンプソンの体重は602ポンド（273kg）で、2008年の630ポンド（290kg）から減少した。2010年、彼女は「出産した最も重い女性」としてギネス世界記録を獲得した。

## 生い立ち
シンプソンはオハイオ州アクロン郊外のモガドールで4人兄弟の末っ子として育った。幼い頃、母親は彼女と家族のために大量の食事を作った。学校ではいじめられっ子で、「太った四つ目」というあだ名をつけられた。母の死後、父は再婚し、9歳のとき、彼女の体重は184ポンド（83kg）だった。継母は彼女を飢えさせ、彼女にとても厳しかった。彼女は思春期にダイエット薬を飲み、18歳の時には154ポンド（70kg）まで痩せた。1986年、スプリングフィールド高校を卒業した。

## 私生活
23歳のとき、ステーキレストランのシェフ、ロバート・シンプソンと出会い、翌年に結婚。ロバート・シンプソンは、シンプソンのために仕事の残り物を持ち帰るなどして、彼女に食べることを勧めた。二人の間には息子がいたが、その後離婚した。
2006年、彼女は太った女性のためのオンライン・チャットルームでフィリップ・グアンバと出会う。グアンバは「僕はいつも大きな女性に惹かれてきたけど、ドナは僕のファンタジーなんだ。体重が重ければ重いほどセクシーなんだ」と話している。二人はマウイ島の山で夜明けに挙式する予定だったが、二人は2011年に別居した。
2007年2月13日、シンプソンは帝王切開で娘のジャクリーンを出産。彼女は出産した女性の中で史上最重量となった。当時の体重は532ポンド（241キロ）。しかし、妊娠中に糖尿病と高血圧を発症。グアンバは、「体重を増やすことはドナを幸せにし、彼女が幸せそうにしているのを見ることは私を幸せにする」と彼女の目標を支持している。彼は彼女が1000ポンド（454kg）を達成するまでの道のりを支えてくれた最大のサポーターの一人だ。
2010年現在、シンプソンはニュージャージー州オールド・ブリッジ・タウンシップに住んでおり、体重は602ポンド（273kg）だった。BMIは103.9だった。
彼女には息子と娘がいる。

## 食習慣
シンプソンによれば、彼女と家族の食費は週に582～750米ドルかかるという。彼女は1日12,000カロリーを食べる。
体重1,000ポンド（454kg）という目標を達成するために、彼女は運動を制限してきた。
ニューヨーク肥満研究センターの登録栄養士研究教員であるカーラ・ウォルパー博士は、シンプソンの食習慣は自己破壊的であり、ニュージャージー州の納税者が彼女の医療費を負担することになると批判した。
2010年末、シンプソンは雑誌編集者から「家族のためにクリスマスディナーをおごる」と連絡を受けた。シンプソンと彼女の家族は、11kg（25ポンド）の七面鳥2羽、メープル・グレーズドソースをかけたハム2枚、6.8kg（15ポンド）のポテト、4.5kg（10ポンド）のロースト、2.3kg（5ポンド）のマッシュ、パン5斤、2. 3kgのハーブスタッフィング、3Lのグレービーソース、3Lのクランベリードレッシング、そして9kg（20ポンド）の野菜、デザートはマシュマロ、クリームチーズ、ホイップクリーム、クッキーでできたアンブロシアサラダを食べた。このディナーはシンプソンと彼女の家族で2時間かけて食べきったと伝えられている。

## インターネット・パーソナリティ
2007年11月、シンプソンはウェブサイトを開設した。購読者は彼女の体の写真や、食事中のビデオ、ウエストのサイズを測るビデオにアクセスできる。2008年10月現在、彼女の購読者は260人で、年齢は20歳から68歳までと幅広い。彼女はYouTubeのビデオを制作している。多くのファンが彼女の動画を購読している。また、肥満フェチズムのサイトで食生活を披露している。 彼女のサイトには何千人ものファンが押し寄せる。食べ物を贈る人もいる。批評家からのヘイトメールも届く。
彼女は本の契約とリアリティ番組のオファーを受けた。
シンプソンはファット・アクセプタンス運動の提唱者である。そして、「食べることに罪悪感を感じる人々」を「滑稽だ」と揶揄している。

## ダイエット
2011年8月、グアンバと別れてアクロンに戻ったシンプソンは、自給自足と子育てのため、体重を目標の370ポンド（170kg）まで減らすダイエットを決行した。